# Acid acetic
Acidul acetic este un acid slab, al doilea cel mai simplu acid din clasa acizilor carboxilici (după acidul formic), având formula brută C2H4O2 și formula chimică CH3-COOH. Numit și acid etanoic, acidul acetic este un lichid incolor cu miros pătrunzător și iritant. Acidul acetic pur (anhidru) se numește acid acetic glacial datorită aspectului de gheață al cristalelor formate la temperatura camerei. În soluții diluate (3% - 6%) se numește oțet și se folosește în alimentație.
Acidul acetic este miscibil cu apa și cu majoritatea solvenților organici. Este insolubil în sulfura de carbon. Acidul acetic are un coeficient de partiție mai mare în solvenți polari nemiscibili care conțin apă decât în apă, din această cauză se poate extrage din soluții apoase în eter sau acetat de etil. La rândul său, acidul acetic este un bun solvent utilizat frecvent la dizolvarea rășinilor și a uleiurilor esențiale.
Acidul acetic joacă un rol esențial în industria chimică organică. Este utilizat atât ca solvent, deși este puternic coroziv, cât și la prepararea unui număr mare de compuși importanți, printre care acetanimida, anhidrida acetică, cetena, acetatul de vinil și acidul acetilsalicilic, acetatul de celuloză, esteri utilizați în parfumerie, coloranți. Ca aditiv pentru mâncare, are aprobarea de utilizare în multe țări, incluzând Canada, Uniunea Europeană, Statele Unite, Australia și Noua Zeelandă.

## Descriere
Acidul acetic e un compus chimic organic ce apare ca un lichid incolor, cu miros caracteristic, înțepător; se amestecă în orice proporții cu apa. Temperaturile de topire și fierbere sunt 16,7 °C respectiv 118,2 °C. Se fabrică prin fermentarea acetică a soluțiilor diluate de alcool, prin distilarea uscată a lemnului (v. și acid pirolignos) sau prin oxidarea aldehidei acetice. Oțetul conține acid acetic în concentrație de 3–9%.
- Acidul acetic glacial este un acid acetic de concentrație 98–99,8%. Este caracterizat printr-o mare capacitate de a atrage apa din mediul în care se găsește (higroscopicitate).

Acidul acetic este:
- coroziv, vaporii săi provocând iritarea conjunctivei oculare și a căilor respiratorii, putând merge până la congestia pulmonară.
- considerat a fi un acid slab, deoarece în soluții apoase și în condiții standard de temperatură și presiune acidul disociat coexistă în echilibru cu forma nedisociată, spre deosebire de acizii tari care sunt complet disociați.
- unul dintre cei mai simpli acizi carboxilici, urmând după acidul formic.
- un reactiv chimic important de largă utilizare în industrie, fiind folosit pentru producerea tereftalatului de polietilenă, compus ce stă la baza obținerii de sticle pentru băuturile răcoritoare; se folosește la prepararea acetatului de celuloză, în special pentru filmul fotografic, la fabricarea de solvenți pentru industria de lacuri și vopsele, pentru obținerea acetatului de polivinil, în industria medicamentelor, ca și în producerea de fibre și țesături sintetice. În gospodărie, acidul acetic diluat e adesea utilizat ca agent de detartrare. În industria alimentară, este utilizat sub codul E260 ca aditiv alimentar cu scopul ajustării acidității.

## Nomenclatură
Denumirea cea mai comună și cea preferată de nomenclatura IUPAC este cea de acid acetic. Denumirea sistematică de acid etanoic este validă conform nomenclaturii IUPAC, și este prin urmare folosită adesea. Denumirea de acid acetic derivă din latină, unde acetum face referire la oțet, care este însuși acest acid.
Denumirea de acid acetic glacial se referă la acidul acetic nediluat în apă (anhidru). Denumirea este similară (compozițional) cu cea din germană, Eisessig (oțet-de-gheață), provine de la aspectul de cristale de gheață pe care îl are la temperaturi mai joase decât temperatura de cristalizare (16,7 °C; prezența a 0,1% apă micșorează punctul de topire cu 0,2 °C).
O abreviere comună pentru acidul acetic este AcOH, unde Ac reprezintă grupa acetil, CH3−C(=O)−. Acetatul (CH3COO–) este abreviat AcO–. Ac nu trebuie confundat cu prescurtarea pentru elementul chimic actiniu. Pentru a reprezenta mai bine structura sa, acidul acetic este de obicei scris ca CH3–C(O)OH, CH3–C(=O)OH, CH3COOH sau CH3CO2H. In contextul reacțiilor acido-bazice, este folosită câteodată și prescurtarea HAc, unde Ac reprezintă radicalul acetat. Anionul rezultat prin pierderea unui H+ din acidul acetic se numește acetat. De asemenea, termenul de acetat desemnează și sarea ce conține acest anion sau un ester al acidului acetic.

## Istoric

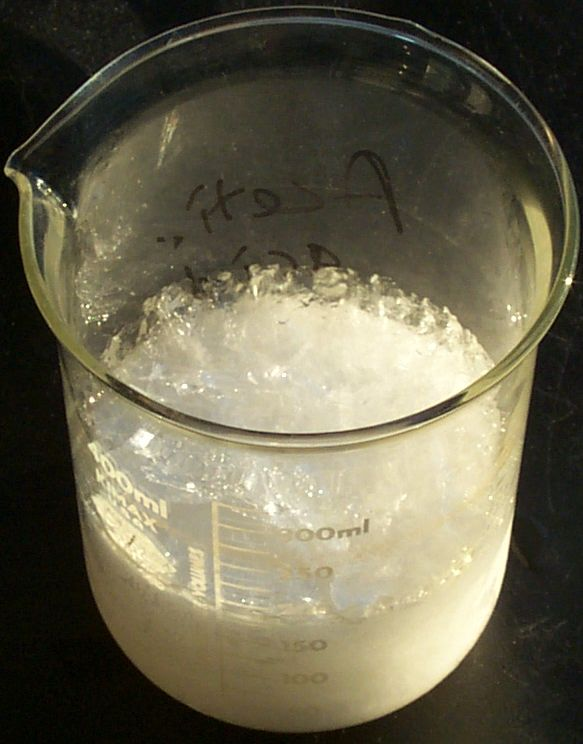
Acid acetic cristalizat

Bacteriile producătoare de acid acetic sunt prezente peste tot în lume și orice civilizație umană care a cunoscut procesul de fermentație alcoolică pentru a produce bere sau vin  a descoperit inevitabil și oțetul, ca rezultat al expunerii acestora la aer.
Utilizarea acidului acetic în alchimie coboară până în antichitate. În secolul al III-lea d.Hr., filozoful grec Teofrast descria acțiunea oțetului asupra metalelor, producând  pigmenți utili în artă, incluzând plumbul alb (carbonat de plumb, ceruzita) și verdele de Grecia (carbonat de cupru II, cocleala), un amestec verde de săruri de cupru, printre care și acetatul de cupru II. Vechii romani fierbeau vinul oțetit în vase de plumb cu scopul de a obține un sirop foarte dulce, numit sapa. Acesta era bogat în acetat de plumb, o substanță dulce, cunoscută ca zahăr de plumb sau zahărul lui Saturn, care contribuia la otrăvirea cu plumb în rândul aristocrației romane.
În secolul al VIII-lea, alchimistul arab Jabir ibn Hayyan (Geber) era primul care a concentrat, prin distilare, acid acetic din oțet. În epoca renascentistă, se obținea acid acetic glacial prin  distilarea uscată a acetaților metalici. În secolul al XV-lea, alchimistul german Andreas Libavius descria o asemenea procedură și compara acidul acetic glacial  produs prin acest procedeu cu oțetul. Prezența apei în oțet avea un efect atât de puternic asupra proprietăților acidului acetic, încât vreme de secole mulți chimiști credeau că acidul acetic glacial și  acidul găsit în oțet sunt două substanțe diferite. Cel care a dovedit că sunt identice a fost chimistul francez Pierre Adet.
În 1847, chimistul german Hermann Kolbe sintetiza pentru prima dată acid acetic  din material anorganic. Secvența de reacții consta în clorurarea sulfurii de carbon (CS2) până la tetraclorură de carbon [CCl4], urmată de piroliză până la  tetraclor-etilenă și  clorinare apoasă până la acid tricloracetic și încheiată cu reducerea electrolitică la acid acetic.

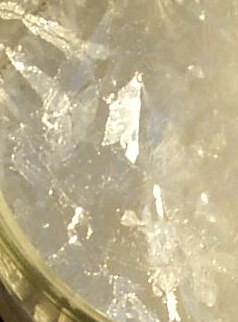
Cristale de acid acetic-Detaliu

Până în 1910, acidul acetic glacial era obținut din  "sucul pirolignos" prin distilarea lemnului (v. mai jos).  Acidul acetic era  izolat ulterior prin tratarea cu lapte de var (hidroxid de calciu), iar produsul rezultat (acetat de calciu) era apoi acidifiat cu acid sulfuric obținându-se acidul acetic. Pe atunci, Germania producea  10.000 tone de acid acetic glacial, din care cam 30% era folosit pentru manufacturarea vopselei indigo.

## Proprietăți chimice

### Aciditate

Dimerul ciclic al acidului acetic acid; liniile întrerupteverzi reprezintă legăturile de hidrogen

Atomul de hidrogen din gruparea carboxil (−COOH) ai acizilor carboxilici, din categoria cărora face parte și acidul acetic, poate fi eliberat sub formă de proton (H+), dându-le acestora caracterul lor acid. Acest proces este cunoscut sub numele de ionizare:
CH3CO2H  →  CH3CO2−  +  H+
Datorită cedării protonului, și acidul acetic are caracter acid. Acidul acetic este un acid slab, de fapt un acid monoprotic care, în soluții apoase, are o constantă de aciditate pKa de 4,76. Baza sa conjugată  este acetatul (CH3COO−).  O soluție de molaritate 1.0 M (aproape concentrația oțetului de uz casnic) are un pH de 2,4, indicând că abia  0,4% din moleculele de acid acetic sunt disociate.

### Structură
În cadrul structurii cristalului de acid, acidă a formei sale solide, moleculele se grupează în perechi, formând dimeri, care sunt legați prin punți de hidrogen. Dimerii pot fi detectați și în vaporii compusului la 120 °C. De asemenea, ei pot să apară în faza lichidă din soluțiile cu solvenți fără legături (punți) de hidrogen, și într-o oarecare măsură în acidul acetic pur, dar sunt desfăcute de către solvenții cu punți de hidrogen. Entalpia de disociere a dimerului este estimată la 65,0–66,0 kJ/mol, iar entropia de disociere la 154–157 Jmol−1K−1. Acest comportament de dimerizare apare adesea și la alți acizi carboxilici cu catenă mică.

### Solvent
Acidul acetic lichid este un solvent protic hidrofil (polar), similar etanolului și apei. Cu o constantă dielectrică (sau permitivitate relativă) moderată de 6,2, el poate dizolva nu doar compușii polari cum ar fi sărurile anorganice și zaharurile, dar și compușii nepolari ca uleiurile și unele elemente ca sulful și iodul. Se amestecă rapid cu mulți alți solvenți polari și nepolari, cum ar fi apa, cloroformul și hexanul. Cu alcanii superiori, cu catena mai mare decât cea a octanului, acidul acetic nu mai este miscibil, astfel că miscibilitatea sa continuă să scadă până când dispare, în cazul normal-alcanilor cu catenă largă. Acestă proprietate de dizolvare și de miscibilitate a acidului acetic determină larga sa utilizare în industria chimică, fiind, de exemplu, folosit ca solvent în cadrul producției de dimetil-tereftalat.

### Reacții chimice
Acidul acetic este coroziv pentru multe  metale, incluzând fierul, magneziul și zincul, formând gaz de hidrogen și săruri metalice numite acetați.
Aluminiul, expus la oxigen, formează un strat subțire de oxid de aluminiu la suprafața sa, strat care este relativ rezistent, astfel încât cisternele de aluminiu pot fi utilizate pentru transportul acidului acetic.
Acetații metalici se pot obține din acid acetic și baza corespondentă, ca în reacția dintre bicarbonatul alimentar și oțet.  Cu excepția acetatului de crom (II), aproape toți acetații sunt solubili în apă.
Mg  +  2 CH3COOH  →  (CH3COO)2Mg  +  H2
NaHCO3  +  CH3COOH  →  CH3COONa  +  CO2  +  H2O
Acidul acetic produce reacțiile chimice tipice ale unui acid carboxilic: 
- obținerea  apei și a acetaților (etanoați) metalici, în cazul reacției cu alcali (metale alcaline și alcalino-pământoase),
- producerea unui acetat metalic, când reacționează cu metale,
- producerea de acetat metalic, apă și dioxid de carbon când reacționează cu carbonați și bicarbonați (carbonați acizi).

Dintre toate reacțiile sale, de remarcat este formarea etanolului prin reducere și formare de derivați de tipul  clorurii de acetil prin intermediul substituției nucleofilice a grupării acetil. Alte derivative de substituție includ anhidrida acetică; această anhidridă este produsă prin pierderea apei din două molecule de acid acetic. În mod asemănător, esterii acidului acetic se pot forma prin esterificare (esterificarea Fischer); se pot obține și amide. Încălzit la peste  440 °C, acidul acetic  se descompune în dioxid de carbon și metan sau poate da cetonă și apă.

### Identificare
Acidul acetic poate fi detectat datorită mirosului caracteristic.  Dă o reacție de culoare pentru sărurile acidului acetic, în soluția de clorură ferică, care este de un roșu închis, ce dispare după acidificare.  Acetații, prin încălzire în prezență de trioxid de arsen formează oxid de cacodil (lichidul lui Cadet) ([(CH3)2As]2O), ce poate fi detectat datorită vaporilor săi urât-mirositori.

### Biochimie
Gruparea acetil, derivată din acidul acetic, este o structură fundamentală pentru procesele biochimice ale tuturor formelor de viață. Legată de coenzima A formează acetilcoenzima A sau acetatul activ, devenind centrul metabolismului carbohidraților și al grăsimilor. Gruparea acetil rezultă prin decarboxilare aerobă din acid piruvic. În orice caz, concentrația de acid acetic liber în celule se păstrează la un nivel redus pentru a se evita dezechilibrul pHului din celulele care îl conțin. Spre deosebire de unii acizi carboxilici cu lanț lung (acizii grași), acidul acetic nu se găsește în trigliceridele naturale. Totuși, triglicerida artificială numită triacetină (triacetatul de glicerină) este un aditiv alimentar uzual și se regăsește în cosmetice sau în medicamente topice.
Acidul acetic acid este produs și excretat de către anumite bacterii, mai ales cele din genul Acetobacter și de specia Clostridium acetobutylicum. Aceste bacterii sunt omniprezente în produsele alimentare, apă și sol, iar acidul acetic este produs în mod natural prin alterarea fructelor sau a altor alimente. Acidul acetic este, de asemenea, un component al secreției vaginale la femeie și la alte primate, unde se pare că servește drept agent antiseptic moderat.

## Obținere
Acidul acetic este produs la nivel industrial atât prin fermentare bacteriană, cât și prin sinteză chimică. La ora actuală, doar 10% din producția mondială de acid acetic se face pe cale biologică, cea care rămâne de bază pentru obținerea oțetului, cu atât mai mult cu cât legislația multor țări impune ca oțetul de uz alimentar să fie de origine naturală. Circa 75% din acidul acetic produs pentru utilizarea în industria chimică se obține prin carbonilarea metanolului, explicată mai jos. Restul de 25% se obține prin metodele alternative. În perioada 2003-2005, producția mondială totală de acid acetic pur a fost estimată la 5 Mt/a (milioane de tone pe an), din care aproximativ jumătate este produsă în  Statele Unite.
Producția  europeană se ridica la aproximativ 1 Mt/an și e în scădere, iar 0,7 Mt/an erau produse în Japonia. Alte 1,5 Mt erau reciclate în fiecare an, aducând piața mondială totală la 6,5 Mt/an. De atunci, producția la nivel mondial a crescut cu 10,7 Mt/a (în 2010), dar este așteptată o scădere a producției. Doi dintre cei mai mari producători de acid acetic pur sunt Celanese și BP Chemicals. Printre alți mari producători se numără și Millennium Chemicals, Sterling Chemicals, Samsung, Eastman și Svensk Etanolkemi.

### Carbonilarea metanolului
Cea mai mare cantitate de acid acetic pur se obține prin carbonilarea metanolului. În acest proces, metanolul și monoxidul de carbon reacționează pentru a produce acid acetic, conform următoarei ecuații a reacției:
Procesul implică folosirea de iodometan ca intermediar și se realizează în trei etape. Un catalizator, de obicei un complex metalic, este necesar pentru carbonilare (în etapa 2).
(1) CH3OH  +  HI  →  CH3I  +  H2O
(2) CH3I  +  CO → CH3COI
(3) CH3COI  +  H2O  →  CH3COOH  +  HI
Prin alterarea condițiilor de reacție, este posibilă obținerea anhidridei acetice pe aceeași linie de producție. Deoarece atât metanolul cât și monoxidul de carbon erau materii prime ieftine, carbonilarea metanolului părea să fie de departe o metodă atractivă de obținere a acidului acetic. Henry Drefyus de la British Celanese dezvoltă o linie prototip de carbonilare a metanolului încă din 1925. Totuși, absența unor materiale capabile să găzduiască reacția amestecului coroziv la presiunea mare cerută  (de peste 200 atmosfere) a descurajat, pentru un timp, aplicarea acestor căi la scară industrială. În 1963, a fost pus la punct de către compania chimică germană BASF primul proces tehnologic de carbonilare a metanolului care folosea un catalizator de cobalt. În 1968, este descoperit un catalizator pe bază de rodiu (cis−[Rh(CO)2I2]−). Acesta este eficient și la presiuni mai mici, aproape fără produși secundari. Prima linie tehnologică ce utiliza acest catalizator a fost construită de către compania chimică americană Monsanto în 1970, iar carbonilarea metanolului cu catalizator de rodiu devine metoda predominantă pentru obținerea acidului acetic. La sfârșitul anilor '90, compania BP Chemicals exploatează profitabil catalizarea prin procedeul Cativa ([Ir(CO)2I2]−), care este indus de ruteniu. Acest proces tehnologic cu catalizator de iridiu este mai ecologic și mai eficient și a înlocuit pe scară largă tehnologia Monsanto, adesea utilizând aceleași linii de producție.

### Oxidarea acetaldehidei
Înainte de aplicarea industrială a procedeului Monsanto, acidul acetic era produs, în mare parte, prin oxidarea   acetaldehidei.  Aceasta rămâne a doua metodă ca importanță pentru producerea acidului acetic, deși  nu se poate compara ca eficacitate cu metoda carbonilării metanolului. Acetaldehida poate fi produsă fie prin oxidarea butanului sau a benzinei ușoare, fie prin hidratarea etilenei (etena).
Când butanul sau benzina ușoară sunt încălzite cu aer în prezența unor diferiți ioni metalici, printre care cei de mangan, cobalt și crom, se formează un peroxid organic care apoi se descompune pentru a produce acid acetic, după reacția
2 C4H10 + 5 O2 → 4 CH3COOH + 2 H2O
În mod tipic, reacția se desfășoară în anumite condiții de temperatură și presiune, destinate să se obțină cea mai mare temperatură la care butanul rămâne încă lichid. Conditițiile de reacție clasice sunt 150 °C și 55 atm.  Se formează și câțiva produși secundari, printre care butanona, acetatul de etil, acidul formic și acidul propionic. La rândul lor, acești produși sunt valorificați, iar condițiile de reacție pot fi modificate cu scopul de a mări cantitățile produse, dacă acest lucru este rentabil. Totuși, separarea acidului acetic de acești produși secundari mărește costurile de producție.
În condiții similare și folosind catalizatori similari ca în oxidarea butanului, acetaldehida poate fi oxidată de către oxigenul din aer pentru a produce acid acetic
2 CH3CHO + O2 → 2 CH3COOH
Folosindu-se catalizatori moderni, această reacție poate duce la obținerea acidului acetic cu un randament de peste  95%.  Principalii produși secundari sunt acetatul de etil, acidul formic și formaldehida, toți având puncte de fierbere mai mici decât acidul acetic și putând fi separați ușor prin distilare.

### Oxidarea etilenei
Acetaldehida poate fi obținută din etilenă prin procedeul Wacker, iar apoi oxidată ca mai sus. Mai recent, a fost pusă la punct o conversie a etilenei la acid acetic, mai ieftină și desfășurată într-o singură etapă, de către  compania chimică Showa Denko, care a deschis o linie de oxidare a etilenei în Ōita, Japonia, în anul 1997.  Procesul este accelerat un catalizator metalic de paladiu în mediu acid (acid tungstosilicic hidratat) și se consideră că este la fel de eficient ca procedeul carbonilării metanolului pentru liniile mai mici de producție (100–250 kt/an), în funcție de prețul local de achiziție al etilenei.

### Fermentația

#### Fermentația oxidativă
Pentru o lungă perioadă a istoriei omului, acidul acetic, sub formă de oțet, a fost produs cu ajutorul bacteriilor din genul Acetobacter.  În condițiile prezenței abundente de oxigen, aceste bacterii pot produce oțet pornind de la o largă varietate de alimente fermentabile. Produsele utilizate în mod obișnuit sunt cidrul de mere, vinul și cerealele fermentate, malțul, orezul sau cartofii. Se obține prin fermentație acetică, din etanol, conform ecuației chimice generale:
C2H5OH + O2 → CH3COOH + H2O
O soluție diluată de alcool inoculată cu Acetobacter și păstrată într-un loc cald și aerat  se va transforma în oțet de-a lungul a câtorva luni.  Metodele de producere industrială a oțetului accelerează acest proces prin îmbunătățirea aportului de oxigen pentru bacterii.
Primele eșantioane de oțet produs prin fermentație au apărut probabil ca greșeli în cursul procesului de fabricare a vinului  (vinificație). Dacă mustul este  fermentat la o  temperatură prea mare, Acetobacter se va multiplica în exces și va inhiba drojdia ce apare spontan pe struguri. Ca urmare a faptului că cererea de oțet pentru uz culinar, medical și sanitar creștea, producătorii de vin au deprins rapid să folosească și alte materii organice pentru a fabrica oțet în timpul lunilor calde de vară, chiar înainte de coacerea viilor. Metoda era lentă și nu întotdeauna încununată de succes, întrucât producătorii încă nu înțeleseseră fenomenul.
Unul dintre primele procedee industriale  a fost metoda rapidă sau metoda germană, practicată pentru prima dată  în Germania în 1823.  În acest proces, fermentația are loc într-un turn în care sunt introduse și așchii de lemn sau cărbune vegetal.  Alimentul conținând alcool este vărsat puțin câte puțin prin gura turnului; pe la baza turnului este introdus aer proaspăt prin convecție naturală sau forțată. Ameliorarea aportului de aer prin acest proces reduce timpul de producere a oțetului de la câteva luni la câteva săptămâni.
Astăzi, oțetul este produs în cea mai mare parte în rezervoare în care sunt scufundate culturile bacteriene, metodă care a fost pentru prima dată descrisă în 1949 de către Otto Hromatka și Heinrich Ebner. Prin această metodă, alcoolul este fermentat până la oțet într-un rezervor în care se amestecă încontinuu, iar oxigenul este furnizat prin barbotarea aerului în această soluție. Astfel, se poate produce oțet de concentrație de 15% în doar 24 ore/șarjă sau chiar oțet de 20% în 60 ore.

#### Fermentația anaerobă
Unele specii de bacterii anaerobe, incluzând pe unele din genul Clostridium, pot transforma zaharidele direct în acid acetic, fără utilizarea etanolului ca produs intermediar.  Reacția generală determinată de aceste bacterii se poate scrie:
C6H12O6 → 3 CH3COOH
Mai interesant sub aspectul producerii industriale este faptul că aceste bacterii acetogene pot sintetiza  acid acetic  pornind de la compuși monocarbonați (cu un singur atom de carbon), cum ar fi metanolul, monoxidul de carbon sau un amestec de dioxid de carbon și hidrogen:
2 CO2 + 4 H2 → CH3COOH + 2 H2O
Capacitatea bacteriilor din genul  Clostridium de a utiliza direct zaharidele sau de a produce acid acetic  din materii prime mai ieftine demonstrează că acestea ar putea produce acid acetic mai eficient decât  oxidanții etanolului  ca Acetobacter.  Totuși, bacteriile Clostridium sunt mai puțin tolerante la mediu acid decât Acetobacter. Chiar si cele mai tolerante la acid dintre  sușele de Clostridium nu pot produce decât un oțet de o concentrație de doar câteva procente, comparativ cu unele sușe de Acetobacter care pot produce un oțet de o concentrație de până la 20%.  La ora actuală rămâne mai rentabilă producerea oțetului cu ajutorul sușelor de Acetobacter decât prin fermentarea anaerobă urmată de concentrare. Ca urmare, cu toate că bacteriile acetogenice se cunosc încă din 1940, utilizarea lor în industrie rămâne destinată unui segment îngust de utilizări.

### Distilarea uscată a lemnului
În industrie, acidul acetic se obține și prin distilarea uscată a lemnului. Materialul lemnos se încălzește la 900-1000 °C, în absența aerului, și astfel rezultă mai mulți produși: cărbunele de lemn (mangalul, folosit drept combustibil și reducător), produși gazoși (CH4, CO, CO2) și un produs lichid, numit acid pirolignos. Acesta din urmă este un amestec de substanțe, printre care acidul acetic, metanol, acetonă și alți acizi superiori. Din acest amestec, acidul acetic este izolat prin extracție cu un solvent selectiv.

## Utilizare
Acidul acetic este folosit în alimentație sub formă de oțet și ca materie primă în industria farmaceutică, la prepararea aspirinei (acid acetilsalicilic). Unele săruri ale sale (acetații de Fe, Cr, Al) se folosesc ca mordanți în vopsitorie (mordanții sunt fixatori ai culorii pe fibră).
Acidul acetic se folosește în sinteza diferitor substanțe pe post de catalizator și/sau solvent atunci când reacțiile se petrec în mediu anhidru.

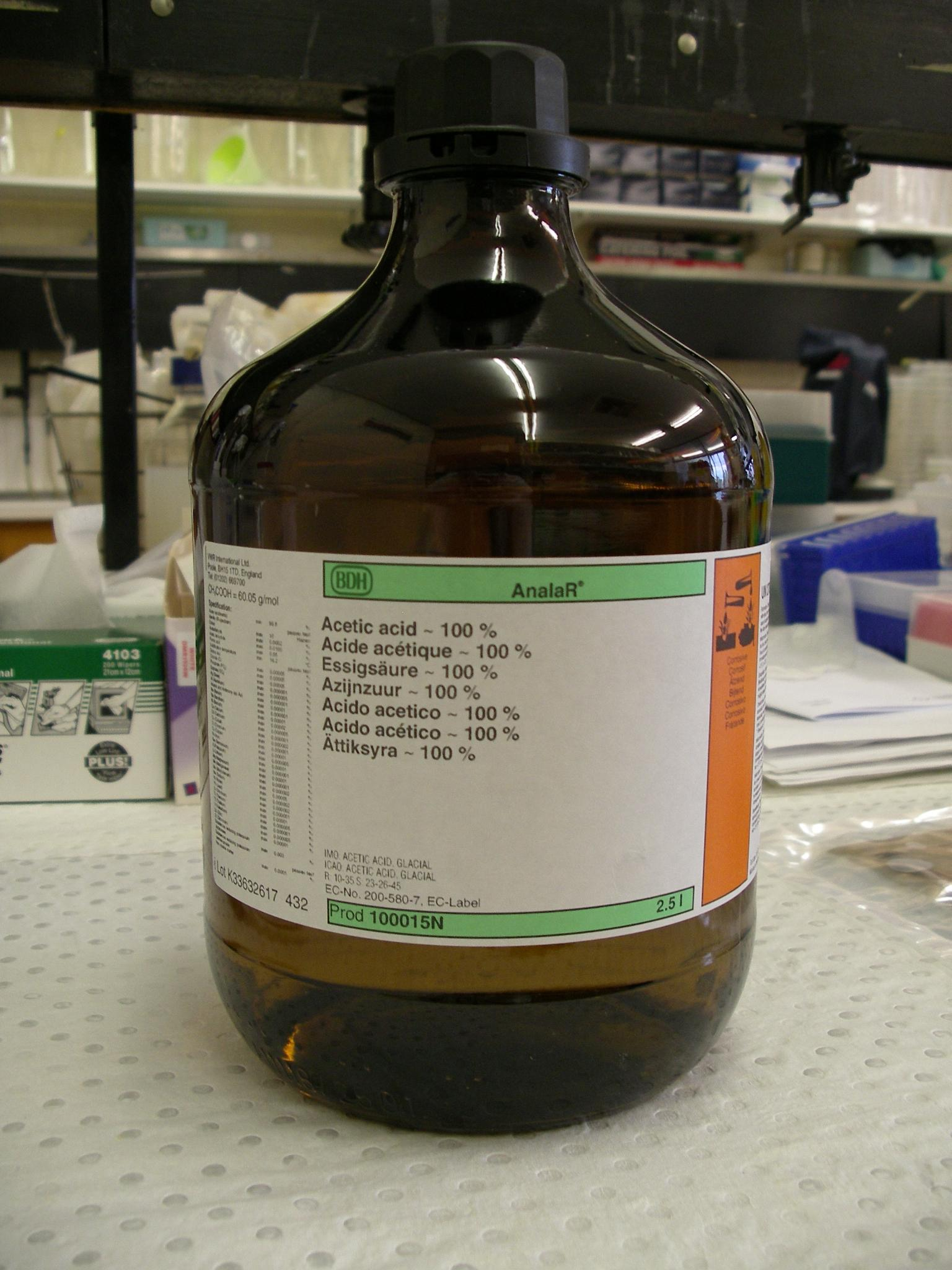
sticlă de 2.5 l cu acid acetic într-un laborator.

Acidul acetic este un reactant chimic utilizat pentru producerea a numeroși compuși chimici. Cea mai importantă întrebuințare a acidului acetic constă în producerea monomerului de acetat de vinil (vezi mai jos), urmată îndeaproape de obținerea anhidridei acetice și a esterilor. Prin comparație, volumul de acid acetic folosit pentru producerea oțetului este mic.

### Acetat de vinil
Mari cantități de acid acetic acid se folosesc pentru fabricarea acetatului de vinil. Această întrebuințare consumă aproximativ 40% până la 45% din producția mondială de acid acetic. Reacția pornește de la etilenă și acid acetic acid în prezența oxigenului, pe un catalizator de paladiu.
2 H3C-COOH + 2 C2H4 + O2  → 2 H3C-CO-O-CH=CH2 + 2 H2O
Acetatul de vinil poate fi folosit ca atare în adezivi comercializați sub numele generic de aracet. De asemenea, poate fi polimerizat în poliacetat de vinil sau diverși copolimeri. Acești polimeri sunt întrebuințați în producerea de vopsele, adezivi sau diverse materiale plastice.

### Producerea esterilor
Majoritatea esterilor acidului acetic sunt de regulă folosiți ca solvenți pentru cerneluri, vopsele și lacuri. Printre esterii acidului acetic se numără acetatul de etil, acetatul de n-butil, acetatul de izobutil și acetatul de propil. Aceștia sunt produși, de obicei, printr-o reacție catalizată din acid acetic acid și alcoolul corespunzător.
H3C-COOH + HO-R → H3C-CO-O-R + H2O, unde R = o grupare generală alchil
De altfel, majoritatea esterilor de acetat sunt produși din acetaldehidă prin reacția Tișcenco. În plus, unii eteri de acetat se folosesc ca solvenți pentru nitroceluloză, lacuri și vopsele acrilice, decapanți și baițuri pentru lemn. Primii glicol-monoeteri (diol-monoeteri) au fost produși pornind de la oxid de etilenă sau de la oxid de propilenă și alcool, care sunt apoi esterificați cu acid acetic. Cei trei produși principali de reacție sunt acetatul de etilen-glicol-monoetil-eter (EEA), acetatul de etilen-glicol-monobutil-eter (EBA) și acetatul de propilen-glicol-monometil-eter (PMA). Această întrebuințare consumă  în jur de 15%-20 % din acidul  acetic mondial. Unii dintre acești eteri acetat, de exemplu EEA, s-au dovedit a fi nocivi pentru reproducerea umană.

### Anhidrida acetică
Produsul condensării a două molecule de acid acetic este anhidrida acetică. Producerea la scară mondială a anhidridei acetice reprezintă o întrebuințare majoră care folosește aproximativ 25% până la 30% din producția globală de acid acetic. Anhidrida acetică se poate obține direct prin carbonilarea metanolului, șuntând acidul, iar liniile de producție Cativa pot fi adaptate pentru fabricarea anhidridei.
Anhidrida acetică este un agent puternic de acetilare. De aceea, principala sa utilizare constă în fabricarea acetatului de celuloză, o textură sintetică folosită și pentru filmul fotografic. Anhidrida acetică este, de asemenea, unul dintre reactivii folosiți pentru obținerea aspirinei, heroinei și a altor compuși.

### Oțet
Sub formă de oțet, soluțiile de acid acetic (de regulă, având 5% până la 18% acid acetic, cu  procentajul  calculat de obicei în masă) sunt folosite ca atare fie pentru condimentare, fie pentru conservarea ca murături a legumelor și a altor produse alimentare. Oțetul de masă tinde să fie mai diluat (5-8% acid acetic), în timp ce murăturile comercializate folosesc în general soluții mai concentrate. Cantitatea de acid acetic consumată ca oțet la scară mondială nu este mare, dar cronologic este de departe cea mai veche și cea mai cunoscută întrebuințare.

### Utilizare ca solvent
Acidul acetic glacial este un excelent solvent protic polar, după cum s-a menționat mai sus. Frecvent este folosit ca solvent de recristalizare pentru purificarea compușilor organici.  Acidul acetic pur lichid se folosește ca solvent în fabricarea acidului tereftalic (TPA), care este materia primă pentru politereftalatului de etilenă (PET). Deși reprezintă circa 5%–10 % din cantitatea de acid acetic folosită în întreaga lume, se preconizează că această întrebuințare aparte se va extinde semnificativ în următorul deceniu, pe măsură ce va crește producția de ambalaje fabricate din PET.
Acidul acetic este utilizat adesea ca solvent pentru reacții ce implică carbocationi, ca în alchilarea Friedel Crafts.  De exemplu, una din etapele de producere manufacturieră a camforului sintetic implică o rearanjare Wagner-Meerwein a camfenei la acetat de izobornil; în acest caz acidul acetic joacă atât rolul de solvent, cât și de nucleofil pentru a fixa carbocationul rearanjat. Acidul acetic este solvent de elecție în reducerea unui grup aril nitrat până la anilină, folosind paladiu pe suport de cărbune activat.
Acidul acetic glacial se întrebuințează în chimia analitică ca mediu de reacție, de exemplu pentru determinarea caracterului bazic al substanțelor slab alcaline cum sunt amidele organice. Acidul acetic glacial este o bază mult mai slabă decât apa, astfel încât în acest mediu amida se comportă ca o bază puternică. Ea poate fi atunci titrată în soluția de acid acetic glacial cu un acid foarte puternic, cum ar fi acidul percloric.

### Alte întrebuințări
Soluțiile diluate de acid acetic sunt folosite și pentru aciditatea lor slabă. Exemple de utilizare în mediul casnic:
- Este folosit ca agent de stopare (baia de stopare) din timpul developării filmelor fotografice.
- Este inclus în produse pentru îndepărtarea tartrului de pe robinete sau chiuvete.
- Aciditatea sa este utilă și pentru tratarea rănilor provocate de meduze prin inhibarea celulelor urzicătoare ale acestora, preîntâmpinând în cazul unei aplicări imediate leziunile grave sau chiar moartea.
- În tratamentul infecțiilor urechii externe, intrând în compoziția unor preparate medicamentoase (Vosol).
- De asemenea, acidul acetic este folosit ca spray conservant pentru furajele animalelor, pentru a împiedica creșterea bacteriilor și a fungilor.
- Acidul acetic glacial este folosit și pentru îndepărtarea negilor și a verucilor.

Din acid acetic se produc săruri organice și anorganice, printre care:
- Acetatul de sodiu, utilizat în industria textilă și în cea alimentară cu rol de conservant alimentar (aditiv alimentar E262).
- Acetat de cupru (II), folosit ca pigment și ca fungicid.
- Acetat de aluminiu și acetat de fier (II), folosit ca  mordant pentru coloranții textili.
- Acetat de paladiu (II), cu rol de catalizator în reacțiile de cuplare, ca în reacția Heck.

Produșii de substituție ai acidului acetic includ:
- acidul monocloracetic (MCA), acidul dicloroacetic (considerat un produs secundar) și acidul tricloracetic. MCA se folosește pentru fabricarea vopselei indigo.
- acidul bromoacetic, care este esterificat pentru a se obține reactivul bromoacetat de etil.
- acid trifluoroacetic, care este un reactant obișnuit în sinteza organică.

Cantitățile de acid acetic folosite pentru aceste întrebuințări (cu excepția acidului tereftalic TPA) se ridică la 5%–10 % din acidul acetic utilizat în întreaga lume. Nu este de așteptat o creștere a consumului pentru aceste utilizări la fel de mare ca producerea de TPA.

## Protecția muncii
Acidul acetic concentrat este coroziv și de aceea trebuie manipulat cu precauție, deoarece poate provoca arsuri cutanate, leziuni oculare permanente și iritarea mucoaselor. E posibil ca aceste arsuri sau flictene să nu apară decât la câteva ore după expunere. Mănușile de latex nu oferă protecție; se recomandă purtarea unor mănuși rezistente ca cele făcute din cauciuc nitril. Acidul acetic concentrat se aprinde cu dificultate în condiții de laborator. Capătă risc de incendiu atunci când temperatura ambientală depășește 39 °C, moment din care poate forma un amestec explozibil cu aerul peste această temperatură  (limită explozivă: 5,4%–16 %).
Riscurile determinate de soluțiile de acid acetic depind de concentrație. Tabelul de mai jos redă clasificarea UE pentru soluțiile de acid acetic:
| Concentrație în procente de masă | Molaritate       | Clasificare  | Fraze de risc                             |
| -------------------------------- | ---------------- | ------------ | ----------------------------------------- |
| 10%–25 %                         | 1,67–4,16 mol/l  | Iritant (Xi) | R36/38: Irită ochii și pielea             |
| 25%–90 %                         | 4,16–14,99 mol/l | Coroziv (C)  | R34: Produce arsuri                       |
| >90 %                            | >14,99 mol/l     | Coroziv (C)  | R10: Inflamabil R35: Produce arsuri grave |

Simbol de securitate

Soluțiile cu peste 25% acid acetic sunt mânuite sub hotă datorită vaporilor caustici și corozivi. Acidul acetic diluat sub formă de oțet e inofensiv. Totuși, ingestia unor soluții mai concentrate pune în pericol viața oamenilor sau a animalelor. Acest lucru poate provoca leziuni severe la nivelul sistemului digestiv și modificarea acidității sângelui, potențial letală.
Din cauza incompatibilităților,  se recomandă păstrarea acidului acetic departe de acid cromic, etilen-glicol, acid azotic, acid percloric, permanganați, peroxizi și hidroxizi.

### Utilizări
- Oțet
- Murarea, o metodă de conservare a alimentelor
- Bacterii acetogene, produc oțet din soluțiile alcoolice
- Acid acetic (pagină de date)
- Acetobacter, un important gen de bacterii acetogene
- Detartranți, conțin adesea acid acetic

### Chimie
- Acizi carboxilici, compuși ce conțin grupul -COOH
- Acizi grași, acizi carboxilici cu lanț neramificat
- Anionul acetat, CH3COO−, abreviat AcO−
- Gruparea Acetil, grupul  CH3-CO– , abreviat Ac
- Acetil-coenzima A, un important transportor de acetil în celule

### Produși chimici corelați
- Acid formic, acidul  carboxlic cu moleculă cu un atom de carbon mai puțin
- Acid propionic, acidul  carboxlic cu moleculă cu un atom de carbon mai mult
- Acid peracetic
- Etanol, alcool etilic
- Acetaldehida
- Anhidrida acetică
- Acetat de etil, un solvent important
- Acid monocloroacetic
- Acizi cloroacetici